# Église Saint-Alexandre-Nevski de Belgrade
Pour les articles homonymes, voir Alexandre Nevski (homonymie).
L'église Saint-Alexandre-Nevski (en serbe cyrillique : Црква Александра Невског ; en serbe latin : Crkva Aleksandra Nevskog) est une église orthodoxe serbe située à Belgrade, la capitale de la Serbie, dans la municipalité urbaine de Stari grad. Construite entre 1912 et 1929, elle est inscrite sur la liste des monuments culturels protégés de la république de Serbie et sur la liste des biens culturels de la ville de Belgrade.

## Présentation
L'église Saint-Alexandre-Nevski est située 39 rue Francuska. Le culte de saint Alexandre Nevski, à qui l'ancienne église de Dorćol est dédicacée, a été apporté à Belgrade par les soldats russes du général Mikhaïl Tcherniaïev.

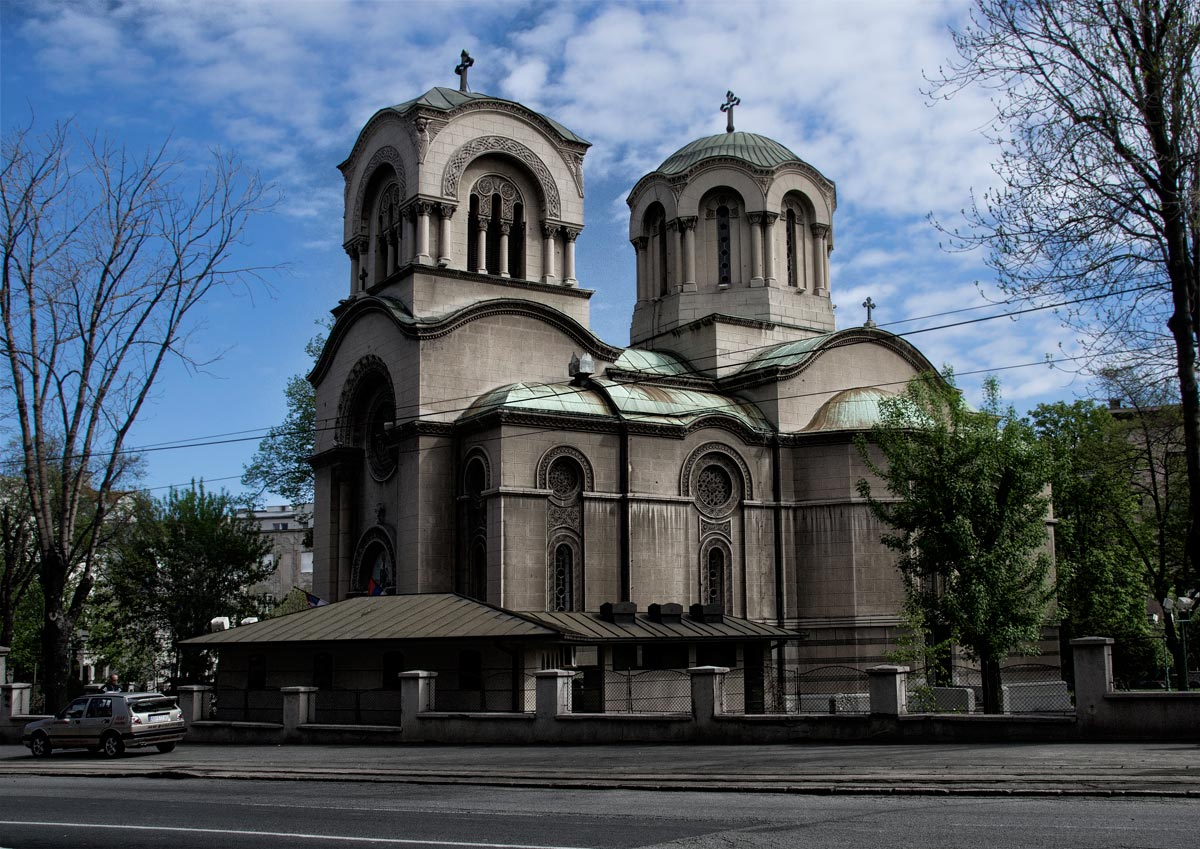
Autre vue de l'église
L'iconostase de l'église
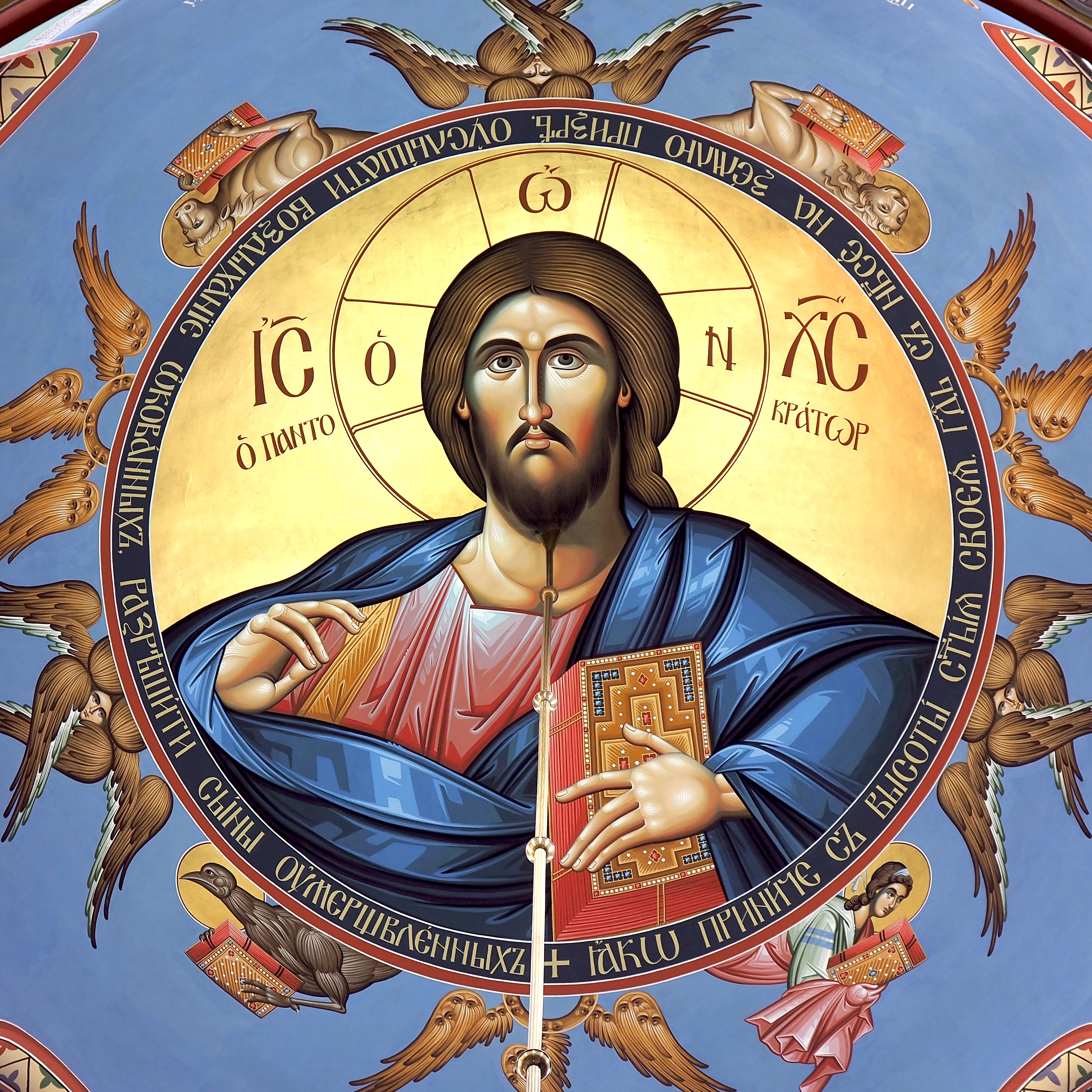
Un Christ pantocrator dans cette église

Le plan de l'église a été conçu par l'architecte Jelisaveta Načić (1878-1955) et la consécration des fondations a eu lieu en 1912. L'achèvement du bâtiment a été retardé jusqu'en 1929, à cause de la Première Guerre mondiale. Le plan final de l'ouvrage a été dessiné par l'architecte russe Vassily Androsov.
L'église a été réalisée dans la tradition de l'école de la Morava qui fut utilisée pour les monastères médiévaux de Serbie. Elle est construite sur un plan trèflé, avec une abside semi-circulaire à l'intérieur qui, à l'extérieur, prend l'allure d'une abside à trois pans sur le côté gauche et, à l'est, celle d'une abside à deux pans. Un dôme octogonal surmonte le centre de l'édifice et un clocher domine le narthex.
La décoration plastique de l'extérieur a fait l'objet d'un soin particulier, notamment avec des motifs floraux, des corniches ornementales et des rosettes. L'iconostase, installée en 1930, a d'abord été conçue pour le mausolée royal d'Oplenac, qui abrite les tombeaux des membres de la dynastie des Karađorđević. Les icônes ont été peintes dans l'atelier de Boris Seljanko en 1930. Le chœur septentrional abrite un autel de marbre, mémorial des soldats tombés dans les guerres de 1876-1878, 1912-1913 et 1914-1918, et créé par Mihailo Milojković en 1930. Le chœur méridional abrite un mémorial de marbre dédié au tsar Nicolas II de Russie et au roi Alexandre Ier de Yougoslavie.

## Patrimonialité
L'église est inscrite sur la liste des monuments culturels protégés de la république de Serbie (identifiant no SK 429) et sur la liste des biens culturels de la ville de Belgrade.